# Bathypterois pectinatus
Bathypterois pectinatus är en fiskart som beskrevs av Mead, 1959. Bathypterois pectinatus ingår i släktet Bathypterois och familjen Ipnopidae. Inga underarter finns listade.